# Avot (Côte-d’Or)
Avot település Franciaországban, Côte-d’Or megyében. Lakosainak száma 189 fő (2022. január 1.). Avot Courlon, Avelanges, Poiseul-lès-Saulx, Barjon, Bussières, Cussey-les-Forges, Fraignot-et-Vesvrotte, Grancey-le-Château-Neuvelle és Marey-sur-Tille községekkel határos.

## Népesség
A település népességének változása:
| Lakosok száma | 174  | 174  | 150  | 127  | 169  | 185  | 187  | 184  | 188  | 189  |
|               | 1968 | 1982 | 1990 | 2006 | 2013 | 2015 | 2017 | 2019 | 2020 | 2022 |